# Тагобихалк
Тагобихалк (тадж. Тагоби Халқ) — посёлок в Пенджикентском районе Согдийской области Таджикистана. Расположен в долине реки Кштут на северном склоне Зеравшанского хребта.
Административно входит в состав джамоата Вору. В посёлке планируется строительство ГЭС малой мощности на реке Кштут, которая проходит вдоль посёлка.